# Meta Petrič
Meta Petrič, slovenska biologinja, botaničarka * 4. marec 1914, Rovereto, Južna Tirolska † (?) (2007), (?).

## Življenje in delo
Po maturi leta 1932 je študirala biologijo na Filozofski fakulteti v Ljubljani in 1937 diplomirala. Nato je opravila enoletno prakso na prirodoslovnem oddelku Narodnega muzeja Slovenije. Poučevala je biologijo najprej na ljubljanski ženski gimnaziji, zatem na meščanski šoli v Slovenskih Konjicah in Krškem, ponovno na gimnaziji v Ljubljani in nazadnje v Črnomlju. Leta 1947 je opravila strokonvi izpit in bila naslednje leto nameščena kot asistentka za botaniko na Agronomski fakulteti v Ljubljani. Leta 1958 je doktorirala z disertacija|disertacija Anatomija razvoja vegetativnih in reproduktivnih organov pri Physalis peruviana L. ter postala 1959 docentka, 1972 izredna in 1980 redna profesorica na Biotehniški fakulteti v Ljubljani. Naslednje leto se je upokojila. Napisala je več strokovnih člankov, razprav in učbenikov. V reviji Naš vrt je v letih 1970-1973 izšel cikel njenih krajših prispevkov pod naslovom Od semena do semena. Njena bibliografija obsega 13. zapisov.

## Izbrana bibliografija
- Anatomija razvoja vegetativnih in reproduktivnih organov pri Physalis peruviana L. (COBISS)
- Botanika. Citologija  (COBISS)
- Botanika : (za študente agronomije) (COBISS)